# Alarmbelprocedure (vennootschappen)

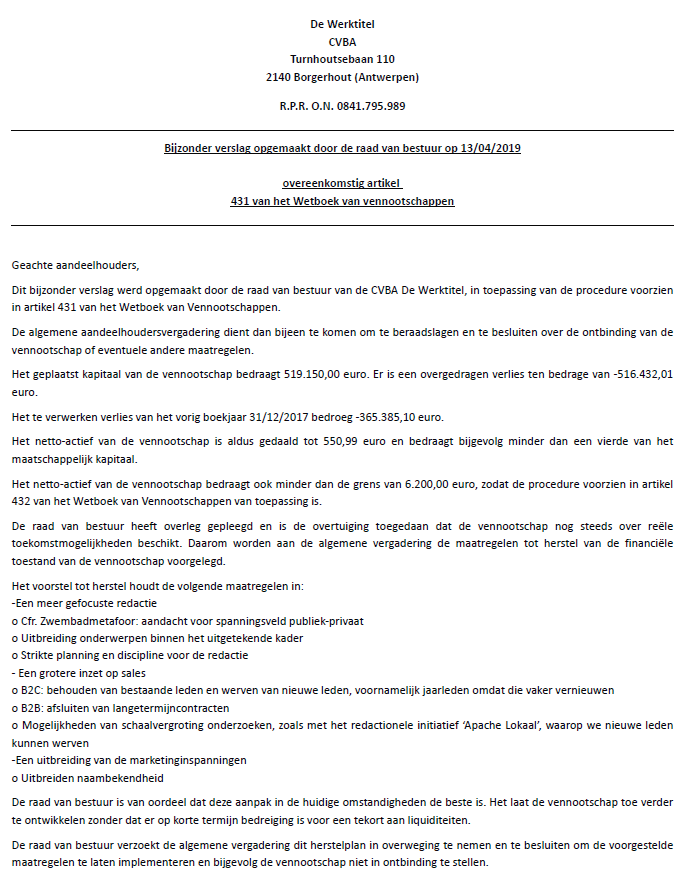
Herstelplan De Werktitel, CVBA (Apache) van 13 april 2019 uit jaarrekening 2018

De alarmbelprocedure is in het Belgisch vennootschapsrecht een procedure die wettelijk verplicht moet worden doorlopen wanneer ten gevolge van geleden verlies het nettoactief gedaald is tot minder dan een bepaald bedrag. Het nettoactief is gelijk aan het totaalbedrag van de activa zoals blijkt uit de balans, verminderd met de voorzieningen en schulden. Wetgeving uit 2020 verplicht het aftrekken van bepaalde immateriële vaste activa.
De alarmbelprocedure is een regel van behoorlijk vennootschapsbestuur waarbij het bestuursorgaan moet bezinnen over de toekomst van de verlieslijdende vennootschap en de aandeelhouders hiervan op de hoogte dienen te worden gesteld. Ook schuldeisers van de vennootschap worden hierdoor beschermd.

## Procedure in de nv
Indien het nettoactief gedaald is tot minder dan de helft van het kapitaal, is het bestuur wettelijk verplicht om binnen 2 maanden de algemene vergadering op te roepen om over de ontbinding te beraadslagen. Deze termijn van twee maanden begint te lopen vanaf dat deze toestand werd vastgesteld of had moeten vastgesteld worden.
Er kunnen zich drie situaties voordoen:
1. het nettoactief is gedaald tot minder dan de helft van het kapitaal, maar het nettoactief bedraagt nog steeds meer dan een vierde van het kapitaal (1/2de kapitaal > nettoactief > 1/4de kapitaal): in dat geval wordt de vennootschap ontbonden indien 3/4de van de stemmen van de algemene vergadering hiervoor stemt;
2. het nettoactief is gedaald tot minder dan een vierde van het kapitaal, maar bedraagt nog steeds meer dan € 61.500: in dat geval wordt de vennootschap ontbonden indien minstens 1/4de van de stemmen op de algemene vergadering hiervoor stemt (1/4de kapitaal > nettoactief;
3. het nettoactief is gedaald tot minder dan € 61.500: elke belanghebbende of het openbaar ministerie kunnen de ontbinding van de vennootschap vorderen.

Het nettoactief wordt berekend door de voorzieningen en schulden af te trekken van de activa (formule: nettoactief = activa - voorzieningen - schulden).

## Procedure in de bv
De algemene vergadering moet binnen 2 maanden worden bijeengeroepen in twee verschillende situaties om te besluiten over de ontbinding van de vennootschap of over in de agenda aangekondigde maatregelen om de continuïteit van de vennootschap te vrijwaren.
In het eerste geval is het nettoactief negatief of dreigt het negatief te worden. Dit heet de nettoactieftest of de balanstest.
In het tweede geval stelt het bestuursorgaan vast dat het niet langer vaststaat dat de vennootschap, volgens redelijkerwijs te verwachten ontwikkelingen, in staat zal zijn om gedurende minstens de twaalf volgende maanden haar schulden te voldoen naarmate deze opeisbaar worden. Dit heet de liquiditeitstest.

## Sanctie niet naleving
Indien de bestuurders van de vennootschap de alarmbelprocedure niet naleven, kunnen ze hiervoor aansprakelijk worden gesteld. De schade die derden lijden, wordt vermoed het gevolg te zijn van de niet-naleving van de alarmprocedure door de bestuurders. Om een schadevergoeding te kunnen eisen van de bestuurders, moet de derde dus enkel aantonen dat hij schade heeft geleden.